# Astronidium degeneri
Astronidium degeneri es una especie de planta de flores de la familia  Melastomataceae. Es endémica de Fiyi. .  Se conocen unas pocas colonias al oeste de Viti Levu. 

## Distribución y hábitat
Es un arbusto o pequeño árbol que se desarrolla en las selvas secas a lo largo de las riveras de los ríos en alturas superiores a 900 m s. n. m.